# Ehemaliges ARAG-Hauptverwaltungsgebäude

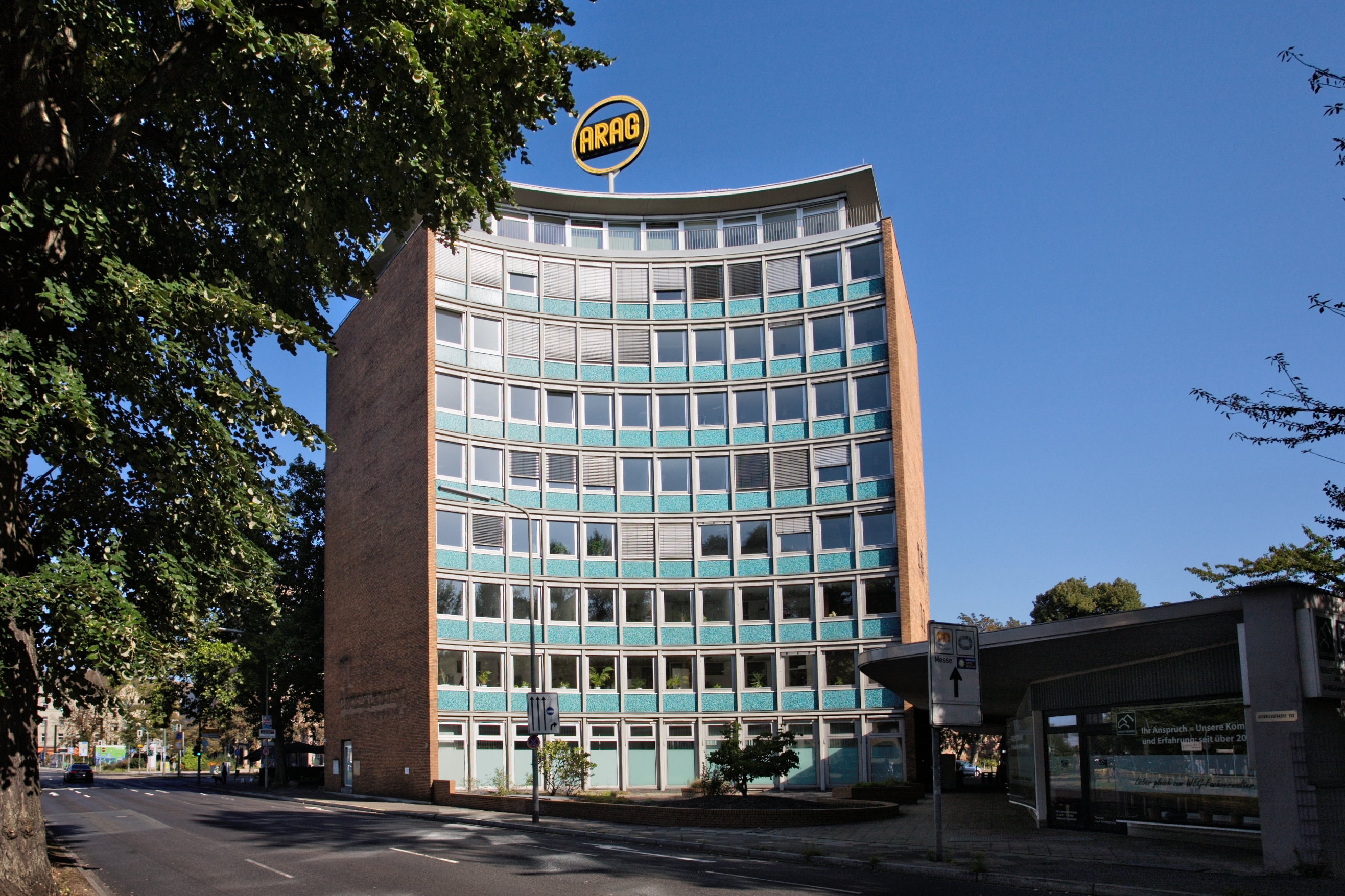
Ehemaliges ARAG-Haus

Das ehemalige ARAG-Hauptverwaltungsgebäude an der Heinrichstraße 155 im Düsseldorfer Stadtteil Mörsenbroich wurde 1956 von Helmut Rhode für die Allgemeine Rechtsschutz-Versicherungs AG erbaut. Der Bau ist ein „wichtiger Beitrag zur Architektur der 1950er Jahre in Düsseldorf […] Exemplarisch für die 1950er Jahre sind auch Inneneinrichtung und Ausstattung“. Das Gebäude ist achtgeschossig und hat als oberen Abschluss ein leicht zurückgesetztes Staffelgeschoss. Dachabschluss ist ein weit vorkragendes Gesims. Die Y-förmige Grundform ist „am auffallendsten“. Es gibt dabei drei konkav schwingende Fassaden und drei gerade Klinkermauern. Die geschwungenen Fassaden mit ihrer verglasten Rasterfassade sind „charakteristisch für die Bauzeit“.
Das Gebäude steht unter Denkmalschutz.
Zum Gebäude-Ensemble am Mörsenbroicher Ei gehörte auch das inzwischen abgerissene ARAG-Terrassenhaus (Stufenhaus), an dessen Stelle heute der ARAG-Tower steht.